# Tony Jarrett
Anthony Alexander „Tony” Jarrett (ur. 13 sierpnia 1968 w Enfield Town, dzielnicy Londynu) – brytyjski lekkoatleta, sprinter oraz płotkarz. Pięciokrotny medalista mistrzostw świata, brązowy medalista halowych mistrzostw świata, dwukrotny medalista mistrzostw Europy, dwukrotny halowy wicemistrz Europy, dwukrotny złoty medalista igrzysk Wspólnoty Narodów, dwukrotny złoty medalista mistrzostw Europy do lat 20. Czterokrotny uczestnik igrzysk olimpijskich (Seul, Barcelona, Atlanta, Sydney).

## Przebieg kariery
W 1987 roku wziął udział w mistrzostwach Europy juniorów, zdobył na nich złote medale w biegu na 110 m ppł oraz biegu sztafet 4 × 100 m. Rok później, w wieku dwudziestu lat, wystąpił na igrzyskach olimpijskich w Seulu, w trakcie których z czasem 13,54 zajął 6. miejsce w finale biegu na 110 m ppł. W 1990 roku zdobył srebrne medale mistrzostw Europy rozgrywanych zarówno w hali, jak i na stadionie, wywalczył również dwa medale rozgrywanych w Auckland igrzysk Wspólnoty Narodów. Rok później zadebiutował na seniorskich mistrzostwach globu w Tokio, tam wystąpił w konkurencjach biegu na 110 m ppł i sztafety 4 × 100 m – te występy ostatecznie dały mu dwa brązowe medale.
Podczas rozgrywanych w Barcelonie igrzysk olimpijskich zajął 4. miejsce w finale biegu na 110 m ppł, w tejże fazie uzyskując rezultat czasowy 13,26. Był również członkiem sztafety 4 × 100 m, brytyjska ekipa z jego udziałem awansowała do finału, który ukończyła na 4. miejscu z czasem 38,08.
W 1993 roku ponownie wziął udział w mistrzostwach świata, startując również w biegu na 110 m przez płotki i sztafecie 4 × 100 m, tym razem na czempionacie wywalczył dwa srebrne medale. Rok później zdobył drugi w karierze medal mistrzostw Europy, podczas rozgrywanego w Helsinkach czempionatu zdobył brązowy medal w konkurencji biegu na 110 m ppł. W 1995 roku był uczestnikiem halowych mistrzostw świata w Barcelonie, na którym zdobył brązowy medal w biegu na 60 m ppł oraz światowego czempionatu w Göteborgu, w trakcie którego zdobył tytuł wicemistrzowski w biegu na 110 m ppł.
Jarrett startował na igrzyskach olimpijskich w Atlancie, tutejszy występ był bardzo nieudany. Konkurs biegu na 110 m ppł zakończył na etapie ćwierćfinałowym, w którym został zdyskwalifikowany (wcześniej był najlepszy w swej grupie eliminacyjnej), natomiast brytyjska sztafeta 4 × 100 m z jego udziałem nie ukończyła biegu w fazie eliminacji.
Na rozegranych w 1997 roku mistrzostwach świata nie osiągnął większych sukcesów, startował jedynie w konkursie biegu na 110 m ppł, w którym odpadł w fazie półfinałowej. Rok później został medalistą igrzysk Wspólnoty Narodów, w czasie zmagań w Kuala Lumpur zdobył złoty medal w biegu na 110 m ppł. W 2000 roku wywalczył tytuł halowego wicemistrza Europy w konkurencji biegu na 60 m ppł. Na igrzyskach olimpijskich w Sydney został zdyskwalifikowany w fazie eliminacyjnej konkursu biegu na 110 m ppł. Po raz ostatni w zawodach międzynarodowych wystąpił podczas rozgrywanego w Glasgow meczu lekkoatletycznego pomiędzy Wielką Brytanią, Rosją i Stanami Zjednoczonymi, w ramach którego nie ukończył finału konkursu biegu na 110 m ppł.

## Osiągnięcia
| Rok     | Zawody                      | Miasto            | Miejsce | Konkurencja        | Wynik    |
| ------- | --------------------------- | ----------------- | ------- | ------------------ | -------- |
| 1987    | Mistrzostwa Europy juniorów | Birmingham        | złoto   | bieg na 110 m ppł  | 13,72    |
| 1987    | Mistrzostwa Europy juniorów | Birmingham        | złoto   | sztafeta 4 × 100 m | 40,20    |
| 1988    | Igrzyska olimpijskie        | Seul              | 6.      | bieg na 110 m ppł  | 13,54    |
| 1989    | Puchar Europy               | Gateshead         | złoto   | sztafeta 4 × 100 m | 38,39    |
| 1990    | Igrzyska Wspólnoty Narodów  | Auckland          | srebro  | bieg na 110 m ppł  | 13,34    |
| 1990    | Igrzyska Wspólnoty Narodów  | Auckland          | złoto   | sztafeta 4 × 100 m | b.d.     |
| 1990    | Halowe mistrzostwa Europy   | Glasgow           | srebro  | bieg na 60 m ppł   | 7,58     |
| 1990    | Mistrzostwa Europy          | Split             | srebro  | bieg na 110 m ppł  | 13,21    |
| 1991    | Mistrzostwa świata          | Tokio             | brąz    | bieg na 110 m ppł  | 13,25    |
| 1991    | Mistrzostwa świata          | Tokio             | brąz    | sztafeta 4 × 100 m | 38,09    |
| 1992    | Igrzyska olimpijskie        | Barcelona         | 4.      | bieg na 110 m ppł  | 13,26    |
| 1992    | Igrzyska olimpijskie        | Barcelona         | 4.      | sztafeta 4 × 100 m | 38,08    |
| 1993    | Puchar Europy               | Rzym              | złoto   | sztafeta 4 × 100 m | 38,53    |
| 1993    | Mistrzostwa świata          | Stuttgart         | srebro  | bieg na 110 m ppł  | 13,00    |
| 1993    | Mistrzostwa świata          | Stuttgart         | srebro  | sztafeta 4 × 100 m | 37,77    |
| 1993    | Finał Grand Prix IAAF       | Londyn            | srebro  | bieg na 110 m ppł  | 13,35    |
| 1994    | Igrzyska dobrej woli        | Petersburg        | srebro  | bieg na 110 m ppł  | 13,33    |
| 1994    | Mistrzostwa Europy          | Helsinki          | brąz    | bieg na 110 m ppł  | 28:27,11 |
| 1994    | Mistrzostwa Europy          | Helsinki          | DSQ H   | sztafeta 4 × 100 m | N/A      |
| 1994    | Igrzyska Wspólnoty Narodów  | Victoria          | srebro  | bieg na 110 m ppł  | 13,22    |
| 1994    | Puchar świata               | Londyn            | złoto   | bieg na 110 m ppł  | 13,23    |
| 1994    | Puchar świata               | Londyn            | złoto   | sztafeta 4 × 100 m | 38,46    |
| 1995    | Halowe mistrzostwa świata   | Barcelona         | brąz    | bieg na 60 m ppł   | 7,42     |
| 1995    | Puchar Europy               | Villeneuve-d’Ascq | złoto   | sztafeta 4 × 100 m | 38,73    |
| 1995    | Mistrzostwa świata          | Göteborg          | srebro  | bieg na 110 m ppł  | 13,04    |
| 1996    | Igrzyska olimpijskie        | Atlanta           | DSQ QF  | bieg na 110 m ppł  | N/A      |
| 1996    | Igrzyska olimpijskie        | Atlanta           | DNF H   | sztafeta 4 × 100 m | N/A      |
| 1997    | Mistrzostwa świata          | Ateny             | 6. SF   | bieg na 110 m ppł  | 13,50    |
| 1997    | Finał Grand Prix IAAF       | Fukuoka           | brąz    | bieg na 110 m ppł  | 13,14    |
| 1998    | Halowe Mistrzostwa Europy   | Walencja          | 4. SF   | bieg na 60 m ppł   | 7,61     |
| 1998    | Igrzyska Wspólnoty Narodów  | Kuala Lumpur      | złoto   | bieg na 110 m ppł  | 13,47    |
| 1999    | Puchar Europy               | Paryż             | srebro  | bieg na 110 m ppł  | 13,31    |
| 1999    | Mistrzostwa świata          | Sewilla           | DNS H   | bieg na 110 m ppł  | N/A      |
| 2000    | Halowe mistrzostwa Europy   | Gandawa           | srebro  | bieg na 60 m ppł   | 7,53     |
| 2000    | Igrzyska olimpijskie        | Sydney            | DSQ H   | bieg na 110 m ppł  | N/A      |
| 2001    | Puchar Europy               | Brema             | brąz    | bieg na 110 m ppł  | 13,58    |
| 2001    | Mistrzostwa świata          | Edmonton          | DSQ SF  | bieg na 110 m ppł  | N/A      |
| 2002    | Igrzyska Wspólnoty Narodów  | Manchester        | 4.      | bieg na 110 m ppł  | 13,70    |
| 2002    | Mistrzostwa Europy          | Monachium         | DSQ SF  | bieg na 110 m ppł  | N/A      |
| Źródło: |                             |                   |         |                    |          |

## Rekordy życiowe
- bieg na 100 m – 10,41 (3 kwietnia 1996, Polokwane)
- bieg na 200 m – 20,50 (16 lipca 1995, Birmingham)
- bieg na 400 m – 48,37 (23 stycznia 1999, Bloemfontein)
- bieg na 110 m ppł – 13,00 (20 sierpnia 1993, Stuttgart)
- sztafeta 4 × 100 m – 37,77 (22 sierpnia 1993, Stuttgart)

Halowe
- bieg na 60 m – 6,73 (4 lutego 1998, Tampere)
- bieg na 60 m ppł – 7,42 (19 lutego 1995, Liévin; 12 marca 1995, Barcelona)

Źródło: 